# Vrouwelijk naakt in de Griekse kunst

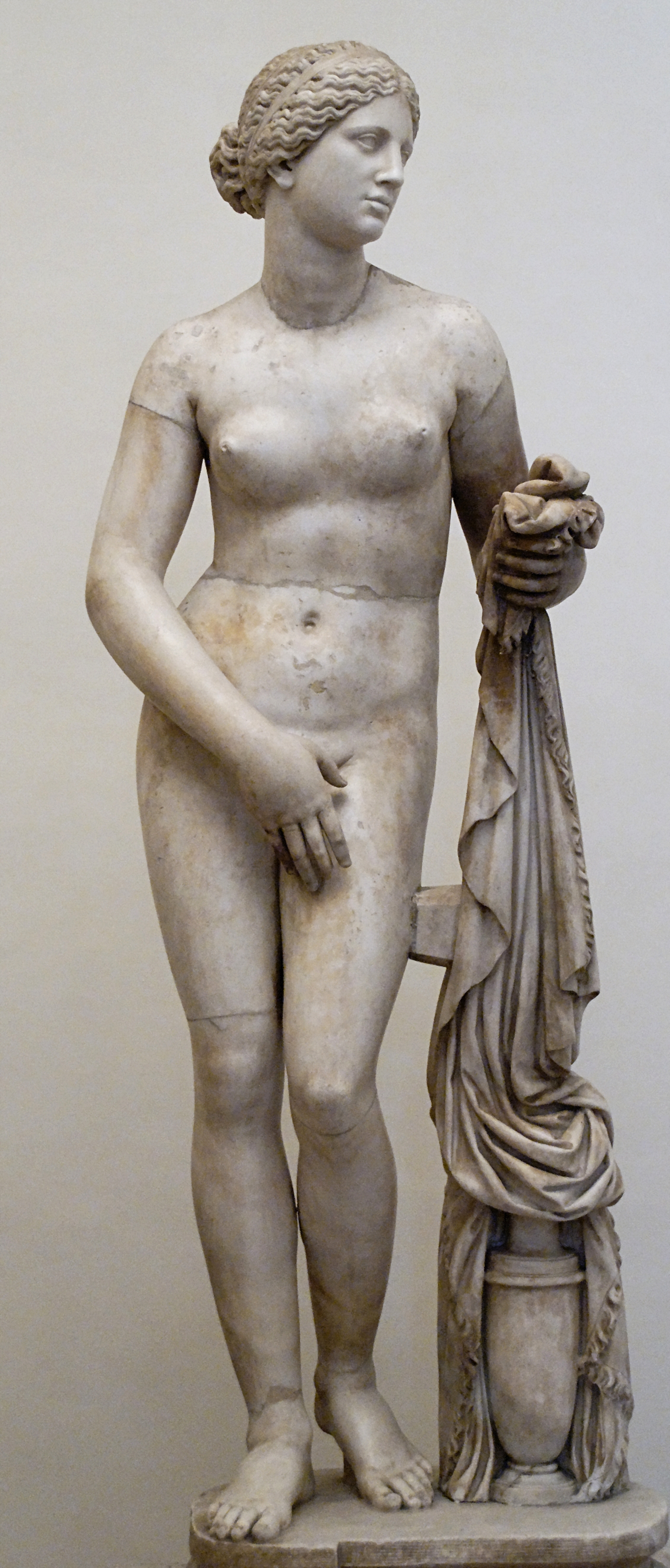
Een kopie van Aphrodite van Knidos in een museum in Rome

Vrouwelijk naakt in de Griekse kunst was voor het eerst te zien toen de Griekse beeldhouwer Praxiteles omstreeks 360 v.Chr. zijn Aphrodite van Knidos maakte. Het beeld is niet bewaard gebleven en is enkel gekend via Romeinse kopieën.

## Achtergrond
Het is Plinius de Oudere die in het boek XXXVI van zijn Naturalis historia gewag maakt van dit werk van Praxiteles. Het was het eerste levensgrote standbeeld van een naakte vrouw in de Griekse Oudheid. Mannen daarentegen werden al honderden jaren naakt afgebeeld in alle mogelijke maten en houdingen. Kouros-sculpturen beelden jonge naakte atletische mannen af terwijl de vrouwelijke Korè-beelden verhuld zijn in een bekoorlijk gewaad.
Het verschil is duidelijk politiek: de naakte Koeros en de geklede Korè geven een beeld van de sociale voorschriften van die tijd. Voor mannen en vrouwen waren verschillende standaarden van toepassing. Mannen konden naakt deelnemen aan sportwedstrijden en zichzelf fier tonen bij religieuze festiviteiten. Ze gaven zo uiting aan triomf en glorie en misschien zelfs aan morele superioriteit. Een man kon zijn lichaam controleren terwijl dat niet van een vrouw werd verondersteld. Zijn lichaam symboliseerde kracht, heroïek en vrijheid; een vrouw was een ondergeschikt wezen dat menstrueerde en met geweld en bloed kinderen baarde. De man loste het probleem op en voerde beperkingen in en verzon taboes. Het vrouwenlichaam werd verstopt om het beheersbaar te maken. In de kunst moest het bedekt zijn en als het voor een deel werd getoond, dan enkel om geweld of prostitutie af te beelden.

## Praxiteles en Aphrodite
Praxiteles was slim genoeg om te beseffen dat alleen artistieke durf niet genoeg zou zijn om zijn werk geaccepteerd te zien. Toen hij een opdracht kreeg van de inwoners van het eiland Kos om een religieus beeld te maken van Aphrodite maakte hij er een met en een zonder kleren. Hij bood ze aan voor dezelfde prijs. Gechoqueerd als de opdrachtgevers waren door de naakte vulgaire godin, kozen ze voor de geklede versie. Plinus de Oudere noemde in zijn boek die versie de waardige van de twee. De naakte Aphrodite kon hij toch verkopen aan Knidos, een stadje aan de westkust van Klein-Azië (nu Turkije). Aphrodite werd in een open schrijn geplaatst om de toeschouwers de kans te geven haar van alle zijden te kunnen bekijken. Er ontstond een cultus rond het standbeeld en Plinius noteerde dat schepen vol bewonderaars naar Kos zeilden om haar te zien.

## Iconografie van Aphrodite
Praxiteles koos voor Parisch marmer (uit Paros), een wit, fijnkorrelig marmer, alsof hij het onreine lichaam van de vrouw wilde confronteren met het zuivere marmer. Als onderwerp koos hij Aphrodite, de godin van de liefde en de lust die al een erotische uitstraling had. Als hij de wijze Hera had gekozen, zou dat als godslastering worden beschouwd.
Hij slaagde erin Aphrodite zo af te beelden dat het er op leek dat ze op een onbewaakt ogenblik wordt waargenomen. Het lijkt erop dat ze net uit bad stapt, de ene voet voor de andere. Ze bedekt haar schaamstreek en neemt met haar linkerhand een gewaad alsof ze zich wil aankleden.

## Aphrodite en de toeschouwer

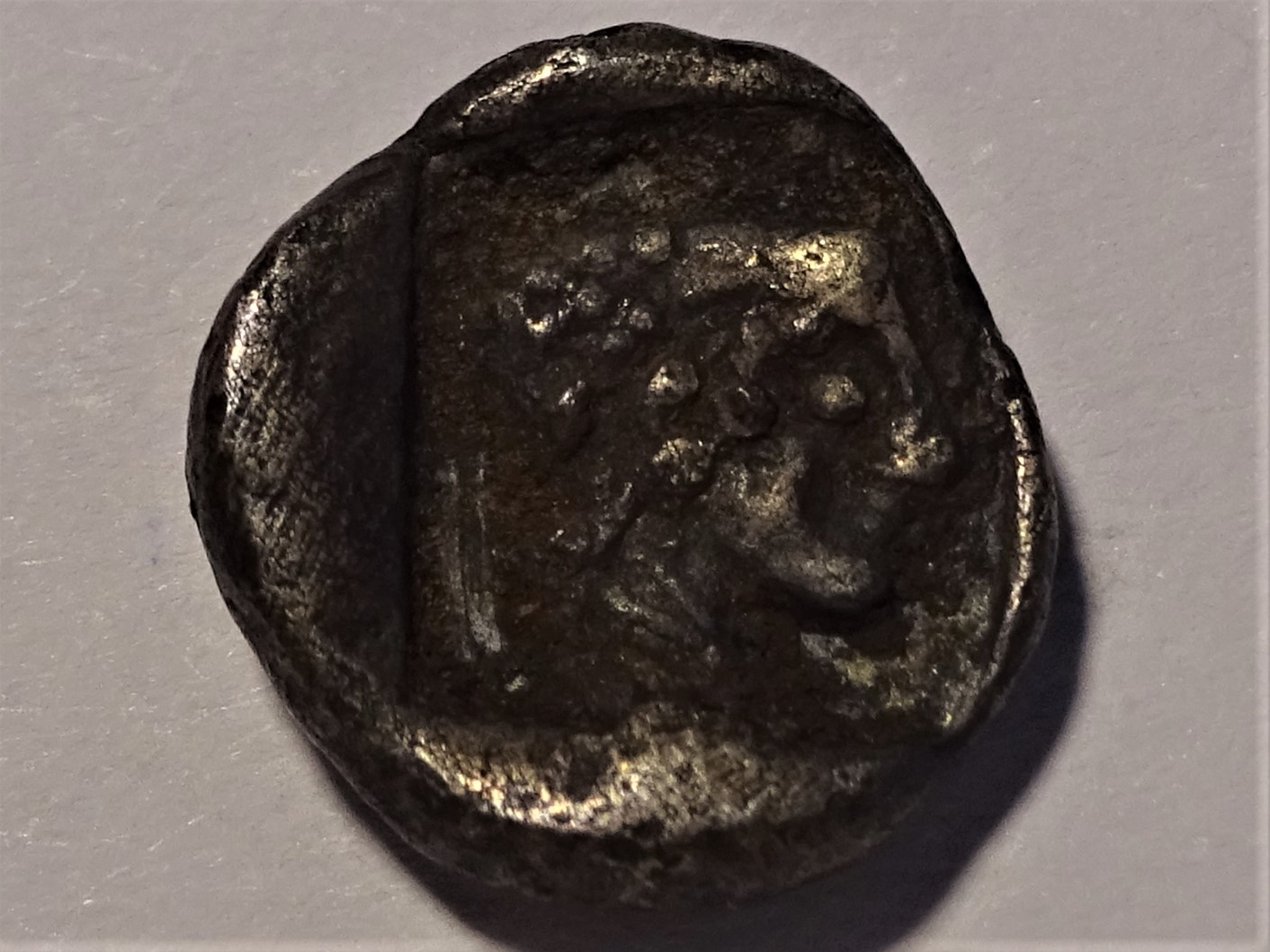
Aphrodite en de munt van Knidos

Door die afscherming van haar genitaliën is er geen connotatie meer van het naakte vrouwenlichaam met vruchtbaarheid en verplaatst hij de aandacht van de toeschouwer naar haar bekoorlijke borsten. De blik van de toeschouwer valt tijdens een intiem moment op een hygiënische Venus die niet gaat baren of menstrueren. De toeschouwer wordt een voyeur bij wie het plezier van een verboden spanning ontstaat. Haar pose seksualiseert haar en ze wordt een object van verlangen.
Na korte tijd trekt het beeld de aandacht van het Griekse rijk en Plinius beschrijft hordes hitsige toeristen en een nachtelijke masturbeerder die het beeld bevlekt. Zelfs de koning van Kos die het beeld eerst weigerde, geraakt gefascineerd door haar. Hij biedt de inwoners van Knidos aan om de staatsschuld die ze hebben te vereffenen in ruil voor het beeld, maar ze weigeren. Ze gaan zo ver dat ze de afbeelding van de Aphrodite op de achterkant van hun munt slaan.
Het beeld heeft nog steeds invloed op de manier waarop toeschouwers naar vrouwelijk naakt kijken. Ze peilen nog steeds naar de seksuele beschikbaarheid van een naakt vrouwenlichaam met een blik die Praxiteles voor het eerst schiep. Ook in de 21e eeuw is deze reducerende manier van kijken nog steeds niet achterhaald. Een vrouw die zich toont brengt mensen ogenschijnlijk nog steeds in de war.